# 三間厝全安宮
23°21′53″N 120°25′47″E / 23.364595000966073°N 120.42965782628963°E
三間厝全安宮位於臺灣臺南市白河區昇安里三間厝，是當地的庄廟，主祀玄天上帝:2-19。三間厝以全安宮為基準，大致上將東邊稱為「頂頭」，西邊稱為「下頭」:2-16。
該廟處於下茄苳泰安宮的祭祀圈內，會參與該廟的遶境活動。

## 沿革
相傳全安宮的玄天上帝，是當地黃家祖先黃快來臺時，為祈求行程平安而求來隨身供奉:2-19。黃快來自漳州府南靖縣永口堡堡嶺社，於永曆三十五年（1681年）來到三間厝定居:2-19。最初玄天上帝被供奉在黃快自宅內，後來黃快捐出一甲五分的土地作為祭奉基金，後代籌組「玄天上帝爺會」，使得信徒日增，乃建廟供奉。
清嘉慶二年（1797年），由三間厝黃、沈、蘇、楊、陳、曾等各姓信徒集資擴建。光緒十年（1884年），信徒募款重修。
日治時期，因為大正六年（1917年）和昭和五年（1930年）的地震，導致全安宮受損，全安宮先後進行過兩次重建:2-17。日治後期因受到寺廟整理運動的影響，三間厝全安宮曾將兩尊玄天上帝神像藏在當地的沈氏宗祠內，直到二次大戰後才迎回全安宮內:2-19。
二次大戰後，民國53年（1964年）1月18日的白河大地震又震毀了全安宮，時任昇安里里長蘇德欽發起組織「玄天上帝廟建設委員會」處理重建事宜，募得32萬3090元。而後全安宮於民國54年到民國55年（1965年─1966年）間重建，之後在民國62年（1973年）由當時的昇安里里長龔山水帶領舉行三朝清醮。民國78年（1987年），全安宮再次重建，工程時間為該年3月16日到10月30日。

## 奉祀神明
全安宮除主神玄天上帝外，還供奉有觀音佛祖大二嬤、大主帥、黃快公、太子爺、土地公、婆姐、文判、武判等神明。

## 宗教活動
每年農曆三月初三（玄天上帝聖誕），全安宮會舉行「割水香」儀式。廟方在當天會沿著白嘉公路北上，經過九角園、海豐厝、頂山腳、詔安厝、北埔等地，最後在溪邊進香。